# Claudio Sartori
Claudio Sartori (Brescia, 1º aprile 1913 – Milano, 11 marzo 1994) è stato un musicologo e bibliografo italiano.

## Biografia
Sartori si dedicò allo studio del pianoforte e della letteratura, laureandosi all'Università degli Studi di Pavia in Lettere con tesi in storia della musica. Nel 1939 divenne Bibliotecario al Conservatorio di Bologna e poi docente di Letteratura italiana. In quella circostanza iniziò a svilupparsi il suo interesse ai documenti ed alle fonti musicali, iniziando a pubblicare una serie di saggi con indirizzo storico musicale. Durante la seconda guerra mondiale si unì all'ala cattolica del movimento di liberazione italiano e, dal marzo 1944, insieme a Teresio Olivelli e l'ing. Carlo Bianchi, pubblicò il giornale della Resistenza Il Ribelle, a cui collaborarono Enzo Petrini, Laura Bianchini, don Peppino Tedeschi, il compositore delle bozze Luigi Lechi e Piero Reginella giovane bresciano che consegnava il giornale in mezza Lombardia ai corrispondenti che lo facevano arrivare in Piemonte, nel Veneto, in Trentino, persino a Roma e in Svizzera. La prima edizione raggiunse le 15 000 copie. Era stampato clandestinamente a Milano da Franco Rovida e poi nella tipografia Annoni di Lecco. Sartori, nel febbraio 1945, fu arrestato nella zona di S.Babila a Milano e imprigionato S.Vittore da cui venne liberato il 25 aprile 1945.
Nei primi anni del dopoguerra si dedicò al giornalismo e alla critica musicale. Scrisse, tra l'altro, per il quotidiano milanese “L'Italia”, per Il Popolo di Milano e per il periodico Rivista Musicale Italiana. Nel 1947 assunse la carica di bibliotecario presso il Conservatorio Giuseppe Verdi di Milano, dove si consacrò definitivamente alla ricerca ed alla catalogazione delle fonti originali. Sartori vedeva nell'inventariazione e catalogazione il compito prioritario dell'indagine storico-musicologica. In pochi anni riuscì a tessere una rete di collegamenti e di corrispondenti che si estendeva non solo in tutta Italia, quanto comprendeva anche collaboratori di autorevoli istituzioni europee e nord americane; grazie a tali collaborazioni egli poté raccogliere un'impressionante quantità di dati provenienti da rinomate biblioteche e collezioni italiane. Era consuetudine di Sartori recarsi sempre di persona in quelle località ove vi fosse necessità di catalogare delle opere, come quando, insieme alla collaboratrice Mariangela Donà, dovette inventariare per il RISM il patrimonio a stampa del Castell'Arquato.
Fra i campi di ricerca di Claudio Sartori un posto speciale è dedicato a Puccini. Il musicologo milanese scrisse uno dei libri più importanti sul compositore lucchese, che si affianca autorevolmente alla monografia di Mosco Carner, segnando una tappa importante per la rivalutazione critica dell'autore (Puccini, 1958).
Nel 1959 Sartori fu chiamato alla Biblioteca nazionale braidense di Milano dove, pochi anni dopo, fondò l'Ufficio Ricerca Fondi Musicali (URFM) con Mariangela Donà. Egli vi rimase alla guida fino all'epoca del suo pensionamento. In quegli anni redasse tre opere di diversi volumi ciascuna del più alto profilo scientifico: nel 1968 portò a compimento la Bibliografia della musica strumentale italiana stampata fino al 1700 e, nel 1977, in collaborazione con Alfred Einstein e François Lesure, pubblicò un'edizione ampliata e verificata della Bibliografia della musica italiana vocale pubblicata dal 1500 al 1700, del musicologo tedesco Emil Vogel, apparsa per la prima volta nel 1892.
Durante gli ultimi decenni della sua vita la sua passione speciale era rivolta ai libretti italiani dei secoli XVII e XVIII. Per questo suo principale lavoro – I libretti italiani a stampa dalle origini al 1800 – egli ha catalogato oltre 26.000 opere, registrando così quasi tutti i testi che stanno alla base dell'opera italiana. Quando era ancora in vita, sono usciti i cinque volumi bibliografici ed il primo volume degli indici. Morì durante i lavori al suo secondo volume degli indici. L'opera di Sartori è stata oggetto del più alto elogio da parte di colleghi e critici; il Catalogo Sartori è riconosciuto e qualificato come un'opera di riferimento in ambito di storia del teatro in musica.
Già nel 1955 Sartori fu accolto nel comitato esecutivo dell'International Association of Music Libraries (IAML), facendo anche parte di una serie di ulteriori associazioni e società specialistiche del settore; nel 1965 fu invitato come professore ospite alla University of Buffalo e nel 1969 alla UCLA a Los Angeles. La sua ricca biblioteca privata fu da lui ceduta, tra il 1986 ed il 1988, al Conservatorio Giuseppe Verdi di Milano; i diritti inerenti alla sua opera principale I libretti italiani a stampa dalle origini al 1800, sono stati acquisiti dal Don Juan Archiv di Vienna che, attualmente, sta creando una versione digitale di questo lavoro.

## Opere

### Bibliografie
- Bibliografia delle opere musicali stampate da Ottaviano Petrucci, Firenze: Olschki, 1948. ISBN 9788822220417
- Bibliografia della musica strumentale italiana stampata fino al 1700, Firenze: Olschki, 1952 e 1968 (2 volumi)
- Bibliografia della musica italiana vocale pubblicata dal 1500 al 1700, insieme a Emil Vogel, Alfred Einstein e François Lesure, Pomezia: Staderini Minkoff 1977. (3 volumi)

### Cataloghi
- La Cappella musicale del Duomo di Milano. Catalogo delle musiche dell'archivio, Milano: Ven. Fabbrica del Duomo, 1957
- Assisi. La Cappella della Basilica di s. Francesco. Catalogo del fondo musicale della Biblioteca Comunale di Assisi. Milano: Istituto Editoriale Italiano, 1962
- Catalogo del fondo Musicale di Ostiglia, biblioteca Dell'Opera Pia Greggiati, Milano, 1983
- Ostiglia. Biblioteca dell'Opera Pia Greggiati. Catalogo del fondo musicale, Vol. I: Le edizioni. Milano: Nuovo Istituto Editoriale Italiano, 1983
- I libretti italiani a stampa dalle origini al 1800. Catalogo analitico con 16 indici, Cuneo: Bertola & Locatelli Editori, 1990–1994 (7 volumi)

### Dizionari
- (a cura di): Dizionario degli editori musicali italiani (tipografi, incisori, librai-editori), Firenze: Olschki, 1958 (Biblioteca di bibliografia italiana, 32)
- (a cura di): Dizionario Ricordi della musica e di musicisti, Milano: Ricordi, 1959
- (a cura di): Enciclopedia della musica, Milano: Ricordi 1963 (volume 1), 1964 (dal 2 al 4 volume)

### Ulteriori pubblicazioni
- La notazione italiana del Trecento in una redazione inedita del "Tractatus practice cantus mensurabilis ad modum Ytalicorum" di Prosdocimo de Beldemandis. Firenze: Olschki, 1938
- Casa Ricordi 1808 – 1858. Itinerario grafico editoriale, Milano: Ricordi, 1958
- Puccini, Milano, Nuova Accademia, 1958
- (a cura di) Giacomo Puccini, Milano: Ricordi, 1959
- Giovanni Battista Sammartini e la sua corte, in Musica d'oggi, III/3, 1960, pp. 106 ff.
- L'avventura del violino: l'Italia musicale dell'Ottocento nella biografia e nei carteggi di Antonio Bazzini, Torino: ERI, 1978

### Traduzioni
- Paolo Landormy, Brahms, Milano: Genio, 1946
- E. Robert Schmitz, Il pianoforte di Claude Debussy, Milano: Aldo Martello Editore, 1952

### Scritti commemorativi
- Mariangela Donà, François Lesure (a cura di): Scritti in memoria di Claudio Sartori, Lucca: Libreria Musicale Italiana, 1997, ISBN 887096096X
- Mariella Sala, Massimo Gentili-Tedeschi, Pinuccia Carrer (a cura di), In silenzio senza disturbare nessuno. Claudio Sartori (Brescia 1913-Milano 1994), Milano, IAML Italia, 2021, ISBN 9788894302424.